# Mondonguito (comediante)
José Lorenzo Zubiate Zegarra (Bagua Grande, 10 de junio de 1959), conocido por su nombre artístico Mondonguito, es un comediante y personalidad de televisión peruano, que obtuvo la popularidad por su faceta de cómico ambulante, participando en diferentes programas.[cita requerida]

## Biografía
José Lorenzo Zubiate Zegarra nació el 10 de junio de 1959 en Bagua Grande, en el departamento de Amazonas, proveniente de una familia de clase baja. Vivió sus primeros años en el distrito de Comas de la capital peruana Lima, lugar donde se mudó debido al trabajo de sus padres.
Comenzó su carrera artística como artista de circo, de la mano de Tony Perejil a la edad de los nueve años, participando en diferentes espectáculos como payaso, malabarista y alumbrista en el año 1968. Gracias a ello, le permitió a Zubiate iniciar a optar por la comedia, trabajando como cómico ambulante en la Plaza San Martín bajo el nombre artístico de «Mondonguito», en honor a su comida favorita: «el mondonguito a la italiana». En su nueva faceta, hizo una dupla con el cómico Alberto Rojas, quién estuvo presente en sus inicios.
En el año 1991 recibió la invitación del presentador televisivo Augusto Ferrando para participar en una de las secuencias del extinto programa Trampolín a la fama, mientras estaba realizando sus monólogos y chistes para entretener al público. Y es así que Zubiate participó por primera vez en la televisión con el dicho espacio, concursando en el segmento titulado como «El ambulante de la risa», obteniendo una gran aceptación por su desempeño. Tiempo después, Zubiate inicia una nueva etapa como actor cómico incluyéndose al reparto del programa Ambulantísimo para TV Perú allá por 1993.
Pero fue en el año 1998, cuando le llegaría la oportunidad de participar en el otro formato Los reyes de la risa por la cadena Red Global, compartiendo secuencias con otros cómicos ambulantes José Luis Cachay, Kike Suero, Danny Rosales, Juan Castellanos «Tripita», Edwin Aurora y Héctor Chavarria «Loncherita» sin conseguir el éxito. Debido a ello, fue invitado al programa talk show de Mónica Zevallos, que fue transmitido por el canal Panamericana y el año 1999, Zubiate sería parte del show cómico Los ambulantes de la risa por la misma televisora, volviendo a trabajar con el elenco de Los reyes de la risa.
Tras el final del espacio el año 2000, Zubiate inicia su radicación a Francia, a través de un intercambio cultural que le propusieron por parte de la embajada de su país. Durante su estadía, realizó shows en el cafeteatro Moulin Rouge y giras por algunos países de Europa, instalándose por 15 años en Italia. Zubiate regresa al Perú en 2015 para reencontrarse con su familia y retoma su faceta de cómico ambulante con pocas participaciones en la televisión, siendo ocasionalmente colaborador del programa nocturno Al sexto día. Concursó en el espacio peruano Los reyes del playback ese año y durante la pandemia de COVID-19 realizó sus trabajos en el mercado de su residencia actual, en el distrito de San Juan de Lurigancho.
Debido al estreno del programa cómico Jirón del humor, en marzo de 2023 fue parte del regreso de Los ambulantes de la risa, la cual era una invitación del programa televisivo Porque hoy es sábado con Andrés, estrenando con el primer sketch «Qué tal showngo». Sin embargo, debido a los comentarios del cómico Alonso González «Pompín» y problemas con el presentador Andrés Hurtado, se dio cancelado el proyecto. Seguidamente, Mondonguito estuvo en negociaciones para retomar el espacio con Aurora y Suero en abril,[cita requerida] y se une con ellos al mes siguiente en el otro formato Esto es humor para Viva TV.

## Televisión
| Año       | Título                          | Rol                                                             | Emisión                 | Ref.             |
| --------- | ------------------------------- | --------------------------------------------------------------- | ----------------------- | ---------------- |
| 1991      | Trampolín a la fama             | Participante de la secuencia «El ambulante de la risa»          | Panamericana Televisión | [ 1 ]            |
| 1993-1994 | Ambulantísimo                   | Comediante y actor cómico                                       | TV Perú                 | [ 1 ]            |
| 1998      | Los reyes de la risa            | Comediante y actor cómico                                       | Red Global              | [ 1 ]            |
| 1999      | Entre nos                       | Comediante invitado                                             | Panamericana Televisión | [cita requerida] |
| 1999-2000 | Los ambulantes de la risa       | Comediante y actor cómico                                       | Panamericana Televisión | [cita requerida] |
| 2015      | Igualitos                       | Comediante invitado                                             | Panamericana Televisión | [ 8 ]            |
| 2015-2021 | Al sexto día                    | Colaborador                                                     | Panamericana Televisión | [ 9 ]            |
| 2016      | Los reyes del playback          | Participante                                                    | Latina Televisión       | [cita requerida] |
| 2016      | Amor, amor, amor                | Invitado especial                                               | Latina Televisión       | [cita requerida] |
| 2022      | La banda del Chino              | Entrevistado                                                    | América Televisión      | [ 15 ]           |
| 2023      | Porque hoy es sábado con Andrés | Comediante invitado de la secuencia «Los ambulantes de la risa» | Panamericana Televisión | [ 11 ]           |
| 2023      | Esto es humor                   | Comediante y actor cómico                                       | Viva TV                 | [ 13 ]           |